# Okręgowe rozgrywki w piłce nożnej woj. podlaskiego (2007/2008)
74. Edycja okręgowych rozgrywek w piłce nożnej województwa podlaskiego

Okręgowe rozgrywki w piłce nożnej województwa podlaskiego prowadzone są przez Podlaski Związek Piłki Nożnej, rozgrywane są w czterech ligach z podziałem na grupy. Najwyższym poziomem okręgowym jest IV liga, następnie Klasa Okręgowa, Klasa A oraz Klasa B (2 grupy).
Mistrzostwo Okręgu zdobyła Supraślanka Supraśl.

Okręgowy Puchar Polski zdobyła Supraślanka Supraśl.
Drużyny z województwa podlaskiego występujące w centralnych i makroregionalnych poziomach rozgrywkowych:
- 1 Liga – Jagiellonia Białystok
- 2 Liga – ŁKS Łomża
- 3 Liga – Wigry Suwałki, Ruch Wysokie Mazowieckie, Orzeł Kolno, Warmia Grajewo.

| Rozgrywki                 | Poziomy rozgrywkowe w sezonie 2007/2008 | Poziomy rozgrywkowe w sezonie 2007/2008 | Poziomy rozgrywkowe w sezonie 2007/2008 | Poziomy rozgrywkowe w sezonie 2007/2008 | Poziomy rozgrywkowe w sezonie 2007/2008 |
| ------------------------- | --------------------------------------- | --------------------------------------- | --------------------------------------- | --------------------------------------- | --------------------------------------- |
| Centralne                 | I poziom ligowy                         | I Liga                                  | I Liga                                  | I Liga                                  | I Liga                                  |
| Centralne                 | II poziom ligowy                        | II Liga                                 | II Liga                                 | II Liga                                 | II Liga                                 |
| Makroregionalne           | III poziom ligowy                       | III Liga – gr. I                        | III Liga – gr. II                       | III Liga – gr. III                      | III Liga – gr. IV                       |
| Okręgowe (woj. podlaskie) | IV poziom ligowy                        | IV Liga                                 | IV Liga                                 | IV Liga                                 | IV Liga                                 |
| Okręgowe (woj. podlaskie) | V poziom ligowy                         | Klasa Okręgowa                          | Klasa Okręgowa                          | Klasa Okręgowa                          | Klasa Okręgowa                          |
| Okręgowe (woj. podlaskie) | VI poziom ligowy                        | Klasa A                                 | Klasa A                                 | Klasa A                                 | Klasa A                                 |
| Okręgowe (woj. podlaskie) | VII poziom ligowy                       | Klasa B – gr. I                         | Klasa B – gr. I                         | Klasa B – gr. II                        | Klasa B – gr. II                        |

## IV Liga – IV poziom rozgrywkowy
| Poz. | Drużyna              | M  | Z  | R  | P  | Bramki | Punkty | opis                                      |
| ---- | -------------------- | -- | -- | -- | -- | ------ | ------ | ----------------------------------------- |
| 1    | Supraślanka Supraśl  | 30 | 24 | 4  | 2  | 83-21  | 76     | Przegrany baraż o II ligę, awans III liga |
| 2    | Sokół Sokółka        | 30 | 23 | 4  | 3  | 82-27  | 73     | Awans III liga                            |
| 3    | Cresovia Siemiatycze | 30 | 14 | 13 | 3  | 52-36  | 55     | Awans III liga                            |
| 4    | Olimpia Zambrów      | 30 | 15 | 8  | 7  | 56-33  | 53     | Awans III liga                            |
| 5    | Pogoń Łapy           | 30 | 13 | 7  | 10 | 40-46  | 46     | Awans III liga                            |
| 6    | Sparta Augustów      | 30 | 13 | 6  | 11 | 48-38  | 45     | Awans III liga                            |
| 7    | Piast Białystok      | 30 | 12 | 7  | 11 | 41-36  | 43     | (*) IV Liga                               |
| 8    | MKS Mielnik          | 30 | 11 | 10 | 9  | 37-36  | 43     | Zwycięski baraż, awans III liga           |
| 9    | KS Michałowo         | 30 | 9  | 7  | 14 | 36-51  | 34     | IV Liga                                   |
| 10   | Pomorzanka Sejny     | 30 | 10 | 3  | 17 | 45-59  | 33     | IV Liga                                   |
| 11   | Hetman Białystok     | 30 | 8  | 7  | 15 | 38-58  | 31     | IV Liga                                   |
| 12   | Promień Mońki        | 30 | 8  | 7  | 15 | 43-58  | 31     | IV Liga                                   |
| 13   | Tur Bielsk Podlaski  | 30 | 7  | 10 | 13 | 28-46  | 32     | IV Liga                                   |
| 14   | Iskra Narew          | 30 | 8  | 5  | 17 | 35-52  | 29     | IV Liga                                   |
| 15   | Wissa Szczuczyn      | 30 | 6  | 7  | 17 | 30-53  | 25     | IV Liga                                   |
| 16   | Hetman Tykocin       | 30 | 4  | 5  | 21 | 27-71  | 17     | IV Liga                                   |

- W związku z reformą rozgrywek w przyszłym sezonie nikt nie spadł do klasy okręgowej.
- Piast Białystok zrezygnował z barażu o III ligę, jego miejsce zajął MKS Mielnik.

Baraża o awans do II Ligi
- Supraśl, 14.06.2008 r. – Supraślanka Supraśl: Stal Poniatowa 0:3
- Poniatowa, 18.04.2008 r. – Stal Poniatowa: Supraślanka Supraśl 4:0, awans Stali Poniatowa.

Baraże o awans do III ligi
- Braniewo, 24.06.2008 r. – Zatoka Braniewo: MKS Mielnik 1:0
- Mielnik, 28.06.2008 r. – MKS Mielnik: Zatoka Braniewo 3:1, awans MKS Mielnik.

## Klasa Okręgowa – V poziom rozgrywkowy
| Poz. | Drużyna                     | M  | Z  | R  | P  | Bramki | Punkty |
| ---- | --------------------------- | -- | -- | -- | -- | ------ | ------ |
| 1    | Gryf Gródek                 | 30 | 19 | 4  | 7  | 63-31  | 61     |
| 2    | Dąb Dąbrowa Białostocka     | 30 | 18 | 7  | 5  | 73-40  | 61     |
| 3    | Znicz Suraż                 | 30 | 19 | 3  | 8  | 78-30  | 60     |
| 4    | Korona Dobrzyniewo Duże     | 30 | 15 | 8  | 7  | 51-28  | '53    |
| 5    | Skra Wizna                  | 30 | 16 | 4  | 10 | 96-57  | 52     |
| 6    | Kolejarz Czeremcha          | 30 | 16 | 3  | 11 | 63-56  | 51     |
| 7    | Puszcza Hajnówka            | 30 | 13 | 8  | 9  | 62-48  | 47     |
| 8    | KS Wasilków                 | 30 | 13 | 6  | 11 | 58-60  | 45     |
| 9    | Rudnia Zabłudów             | 30 | 11 | 8  | 11 | 45-41  | 41     |
| 10   | Magnat Juchnowiec Kościelny | 30 | 12 | 4  | 14 | 60-61  | 40     |
| 11   | Włókniarz Białystok         | 30 | 12 | 3  | 15 | 55-58  | 39     |
| 12   | Narew/Łyski Choroszcz       | 30 | 8  | 10 | 12 | 29-51  | 34     |
| 13   | LZS Narewka                 | 30 | 10 | 3  | 17 | 40-74  | 33     |
| 14   | Polonia Raczki              | 30 | 9  | 5  | 16 | 37-48  | 32     |
| 15   | KS Śniadowo                 | 30 | 6  | 3  | 21 | 40-81  | 21     |
| 16   | Pogoń II Łapy               | 30 | 2  | 3  | 25 | 23-109 | 9      |

- W związku z reformą rozgrywek w przyszłym sezonie nikt nie spadł do klasy A.
- Orzeł Szołajdy zmienił nazwę (fuzja) i występuje jako Pogoń II Łapy.

## Klasa A – VI poziom rozgrywkowy
Tabela niekompletna, brakuje 2 meczów.
| Poz. | Drużyna                        | M  | Z  | R | P  | Bramki | Punkty |
| ---- | ------------------------------ | -- | -- | - | -- | ------ | ------ |
| 1    | Perspektywa Łomża              | 30 | 22 | 4 | 4  | 99-37  | 70     |
| 2    | LUKS Janowszczyzna             | 30 | 21 | 1 | 8  | 68-33  | 64     |
| 3    | Sudovia Szudziałowo            | 30 | 17 | 4 | 9  | 50-41  | 55     |
| 4    | Sparta 1951 Szepietowo         | 30 | 15 | 8 | 7  | 65-39  | 53     |
| 5    | Rospuda Filipów                | 30 | 15 | 6 | 9  | 55-33  | 51     |
| 6    | KS Sokoły                      | 30 | 13 | 6 | 11 | 56-49  | 45     |
| 7    | Krypnianka Krypno              | 30 | 13 | 4 | 13 | 64-53  | 43     |
| 8    | Orlęta Czyżew                  | 29 | 13 | 2 | 14 | 50-47  | 41     |
| 9    | LZS Kleosin                    | 29 | 12 | 5 | 12 | 61-53  | 41     |
| 10   | Podlasiak Knyszyn              | 29 | 12 | 4 | 13 | 52-51  | 40     |
| 11   | Forty Piątnica                 | 30 | 11 | 5 | 14 | 46-51  | 38     |
| 12   | Tur II Bielsk Podlaski         | 30 | 11 | 4 | 15 | 44-89  | 37     |
| 13   | Gieret Giby                    | 30 | 10 | 2 | 18 | 50-78  | 32     |
| 14   | Skra Czarna Białostocka        | 29 | 8  | 2 | 19 | 41-60  | 26     |
| 15   | Pogranicze Kuźnica Białostocka | 30 | 6  | 7 | 17 | 25-60  | 25     |
| 16   | Orkan Poświętne                | 30 | 4  | 6 | 20 | 26-78  | 18     |

- Narew/Łyski II Choroszcz wycofały się przed sezonem.
- W związku z reformą rozgrywek w przyszłym sezonie nikt nie spadł do klasy B.

## Klasa B – VII poziom rozgrywkowy
Grupa I
| Poz. | Drużyna                 | M  | Z  | R | P  | Bramki | Punkty |
| ---- | ----------------------- | -- | -- | - | -- | ------ | ------ |
| 1    | Pionier Brańsk          | 16 | 11 | 1 | 4  | 56-23  | 34     |
| 2    | Krokus Dobrzyniówka     | 16 | 8  | 5 | 3  | 42-32  | 29     |
| 3    | COKIS Ciechanowiec      | 16 | 8  | 4 | 4  | 35-22  | 28     |
| 4    | Orzeł Kleszczele        | 16 | 8  | 4 | 4  | 45-34  | 28     |
| 5    | Cresovia II Siemiatycze | 16 | 7  | 4 | 5  | 45-34  | 25     |
| 6    | KS Uhowo                | 16 | 5  | 3 | 8  | 40-46  | 18     |
| 7    | GKS Orla                | 16 | 5  | 2 | 9  | 42-49  | 17     |
| 8    | Eurocentr Suchowola     | 16 | 4  | 2 | 10 | 35-55  | 14     |
| 9    | LZS Studzianki          | 16 | 2  | 3 | 11 | 24-69  | 9      |

- Po zakończeniu sezonu rezerwy Cresovii Siemiatycze wycofały się z rozgrywek.

Grupa II
| Poz. | Drużyna                   | M  | Z  | R | P  | Bramki | Punkty |
| ---- | ------------------------- | -- | -- | - | -- | ------ | ------ |
| 1    | BKS Jagiellonia Białystok | 12 | 10 | 0 | 2  | 38-15  | 30     |
| 2    | Sparta Korycin            | 12 | 7  | 2 | 3  | 39-22  | 23     |
| 3    | Promień II Mońki          | 12 | 7  | 1 | 4  | 28-16  | 22     |
| 4    | Victoria Jedwabne         | 12 | 6  | 3 | 3  | 31-23  | 21     |
| 5    | KS II Wasilków            | 12 | 4  | 2 | 6  | 32-40  | 14     |
| 6    | Biebrza Goniądz           | 12 | 2  | 0 | 10 | 15-39  | 6      |
| 7    | Elhurt-Elmet Białystok    | 12 | 2  | 0 | 10 | 13-41  | 6      |

- Po zakończeniu sezonu rezerwy KS Wasilków oraz Elhurt-Elmet Białystok wycofały się z rozgrywek.

Baraż o udział w klasie A
- Jedwabne, 27.07.2008 r. – Victoria Jedwabne: Orzeł Kleszczele 1:0
- Kleszczele, 3.08.2008 r. – Orzeł Kleszczele: Victoria Jedwabne 3:1, awans Orzeł Kleszczele.

## Puchar Polski – rozgrywki okręgowe
- Finał, Supraśl, 4.06.2008 r. – Supraślanka Supraśl: Warmia Grajewo 1:0